# Büregkhangai
Büregkhangai (tiếng Mông Cổ: Бүрэгхангай) là một sum của tỉnh Bulgan ở miền bắc Mông Cổ. Vào năm 2009, dân số của sum là 2.406 người.

## Địa lý
Sum có diện tích khoảng 3.600 km2. Trung tâm sum, Darkhan, nằm cách tỉnh lỵ Bulgan 90 km và thủ đô Ulaanbaatar 240 km.

### Khí hậu
Büregkhangai có khí hậu cận Bắc Cực. Nhiệt độ trung bình hàng năm ở khu vực này là 4 °C. Tháng ấm nhất là tháng 7, khi nhiệt độ trung bình là 26 °C và lạnh nhất là tháng 1, với -22 °C. Lượng mưa trung bình hàng năm là 421 mm. Tháng nhiều mưa nhất là tháng 7, với lượng mưa trung bình 104 mm và khô nhất là tháng 1, với lượng mưa 3 mm.

## Kinh tế
Büregkhangai phát triển ngành dịch vụ, có một trường học, bệnh viện, trung tâm thương mại và nhà văn hóa. Sum còn có một trạm khí tượng.